# 帯島
帯島（おびしま）は、青森県東津軽郡外ヶ浜町字三厩龍浜にある島で、竜飛崎の先端部に位置する。
源義経北行伝説の舞台の1つで、義経が北へ向かう際に帯を締めなおしたという伝説が残る。コンクリート橋で結ばれ、車での入島が可能であるが大半は埋め立て地である。島内には赤い祠の「竜飛弁天宮」が鎮座。かつて島内には民宿があったが閉鎖された。

## 周辺
- 日本海
- 津軽海峡
- 龍飛漁港
- 竜飛漁業協同組合
- 龍飛岬郵便局
- 外ヶ浜町営バス 竜飛バス停
- 太宰碑公園
- 階段国道（国道339号）
- 竜飛崎温泉
- 龍飛埼灯台
- 道の駅みんまや（青函トンネル記念館・竜飛ウィンドパーク展示館）
- 東北電力竜飛ウィンドパーク

- 竜飛弁天宮と鳥居
- 竜飛弁天宮

## テレビ中継局
当地には竜飛帯島テレビ中継局が設置されている。ここでは竜飛ウィンドパーク付近に設置されている竜飛宇鉄中継局についても記述する。

### デジタルテレビ
| リモコンキーID | 放送局名          | 物理チャンネル | 空中線電力     | ERP            | 放送対象地域   | 放送区域内世帯数 | 放送開始日     |
| 竜飛帯島中継局 | 竜飛帯島中継局    | 竜飛帯島中継局 | 竜飛帯島中継局 | 竜飛帯島中継局 | 竜飛帯島中継局 | 竜飛帯島中継局   | 竜飛帯島中継局 |
| -------------- | ----------------- | -------------- | -------------- | -------------- | -------------- | ---------------- | -------------- |
| 1              | RAB青森放送       | 34ch           | 50mW           | 280mW          | 青森県         | 約20世帯         | 2010年11月15日 |
| 2              | NHK青森教育テレビ | 22ch           | 50mW           | 280mW          | 全国           | 約20世帯         | 2010年11月15日 |
| 3              | NHK青森総合テレビ | 24ch           | 50mW           | 280mW          | 青森県         | 約20世帯         | 2010年11月15日 |
| 5              | ABA青森朝日放送   | 36ch           | 50mW           | 280mW          | 青森県         | 約20世帯         | 2010年11月15日 |
| 6              | ATV青森テレビ     | 26ch           | 50mW           | 280mW          | 青森県         | 約20世帯         | 2010年11月15日 |
| 竜飛宇鉄中継局 |                   |                |                |                |                |                  |                |
| 1              | RAB青森放送       | 34ch           | 10mW           | 68mW           | 青森県         | 約30世帯         | 2010年12月20日 |
| 2              | NHK青森教育テレビ | 22ch           | 10mW           | 68mW           | 全国           | 約30世帯         | 2010年12月20日 |
| 3              | NHK青森総合テレビ | 24ch           | 10mW           | 68mW           | 青森県         | 約30世帯         | 2010年12月20日 |
| 5              | ABA青森朝日放送   | 36ch           | 10mW           | 68mW           | 青森県         | 約30世帯         | 2010年12月20日 |
| 6              | ATV青森テレビ     | 26ch           | 10mW           | 68mW           | 青森県         | 約30世帯         | 2010年12月20日 |

- 竜飛帯島デジタル中継局は、2010年8月25日に予備免許交付、10月13日から11月14日は試験放送実施、11月11日に本免許交付、11月15日から本放送開始。
- 竜飛宇鉄デジタル中継局は、2010年9月28日に予備免許交付、11月下旬から12月19日は試験放送実施、12月16日に本免許交付、12月20日から本放送開始。
- 地上デジタル放送については、地形の関係で電波が現在のエリアに十分届かないため、北海道渡島半島南部に置局する計画が立ったが、実現に向けた動きは無い[2]。なお、2010年冬には、「平成22年度無線システム普及支援事業費等補助金事業」の活用により帯島･宇鉄両デジタルテレビ中継局が開局した為、事実上域外設置が頓挫した形となる。なお、2007年10月1日に開局した在札テレビ局の函館デジタル中継局は視聴可能である。
- 竜飛帯島・竜飛宇鉄の両デジタル中継局は、ともに2010年冬に開局した[3]。アナログ中継局のない青森朝日放送はデジタル新局として開局した。また、アナログ中継局エリア内の場所によっては、2009年12月25日に先行してデジタル局が開局した今別中継局が受信できる場合がある。

### アナログテレビ（廃局）
| 放送局名          | チャンネル     | 空中線電力         | ERP                 | 放送対象地域   | 放送区域内世帯数 | 放送開始日     | 放送終了日     |
| 竜飛帯島中継局    | 竜飛帯島中継局 | 竜飛帯島中継局     | 竜飛帯島中継局      | 竜飛帯島中継局 | 竜飛帯島中継局   | 竜飛帯島中継局 | 竜飛帯島中継局 |
| ----------------- | -------------- | ------------------ | ------------------- | -------------- | ---------------- | -------------- | -------------- |
| ATV青森テレビ     | 39ch           | 映像100mW 音声25mW | 映像690mW 音声170mW | 青森県         | 72世帯           | 1976年9月19日  | 2011年7月24日  |
| RAB青森放送       | 41ch           | 映像100mW 音声25mW | 映像690mW 音声170mW | 青森県         | 72世帯           | 1976年9月19日  | 2011年7月24日  |
| NHK青森総合テレビ | 43ch           | 映像100mW 音声25mW | 映像690mW 音声170mW | 青森県         | 72世帯           | 1976年9月19日  | 2011年7月24日  |
| NHK青森教育テレビ | 45ch           | 映像100mW 音声25mW | 映像690mW 音声170mW | 全国           | 72世帯           | 1976年9月19日  | 2011年7月24日  |
| 竜飛宇鉄中継局    |                |                    |                     |                |                  |                |                |
| ATV青森テレビ     | 38ch           | 映像100mW 音声25mW | 映像930mW 音声230mW | 青森県         | 246世帯          | 1976年9月19日  | 2011年7月24日  |
| RAB青森放送       | 40ch           | 映像100mW 音声25mW | 映像930mW 音声230mW | 青森県         | 246世帯          | 1976年9月19日  | 2011年7月24日  |
| NHK青森総合テレビ | 42ch           | 映像100mW 音声25mW | 映像870mW 音声220mW | 青森県         | 246世帯          | 1976年9月19日  | 2011年7月24日  |
| NHK青森教育テレビ | 44ch           | 映像100mW 音声25mW | 映像930mW 音声230mW | 全国           | 246世帯          | 1976年9月19日  | 2011年7月24日  |

- 放送区域内世帯数は1998年（平成10年）の無線局再免許による数値で、NHK局カバー世帯数[5]。
- ABA青森朝日放送・AFBエフエム青森・NHK青森FMの中継局は置かれていないものの、津軽海峡に面するなど地理的環境から年間を通して在札局の函館送信所・中継局や福島中継局の電波が良好に受信できた。
- ATV竜飛宇鉄中継局は、ATVの中継局で唯一本局のチャンネルと同じだった。